# Symitha nolalella
Symitha nolalella är en fjärilsart som beskrevs av Walker 1866. Symitha nolalella ingår i släktet Symitha och familjen trågspinnare. Inga underarter finns listade i Catalogue of Life.